# Peter S. Fischer
Peter Steven Fischer (Queens, 10 de agosto de 1935-Pacific Grove, 30 de octubre del 2023) fue un guionista y productor de televisión estadounidense, conocido principalmente por su trabajo en Murder, She Wrote, que creó junto a Richard Levinson y William Link. 

## Actividad profesional
Fue el productor ejecutivo de la serie Murder, She Wrote durante las primeras siete temporadas. Escribió ocho de los veintidós episodios de la primera temporada. Fischer escribió o coescribió casi tres docenas de episodios del programa durante su emisión.
Fischer también escribió para la serie de televisión Baretta y episodios de Columbo y Kojak. Creó, produjo y escribió para la serie de la NBC The Eddie Capra Mysteries. Fischer también escribió la película para televisión Stranger at My Door de 1991.

## Fallecimiento
Falleció el 30 de octubre del 2023.